# Église Saint-Nazaire de Bourbon-Lancy
L'église Saint-Nazaire est une église catholique romane située à Bourbon-Lancy, en France.

## Localisation
L'église est située dans le département français de Saône-et-Loire, dans la commune de Bourbon-Lancy.

## Historique
Saint-Nazaire est une église romane du XIe siècle. C’est l’église d’un ancien prieuré qui fut donné à Cluny vers 1030 par Anséric de Bourbon. Les bâtiments conventuels furent détruits à la Révolution.
L'Église, en mauvais état, devait, elle, être détruite après une décision du conseil municipal de 1892. Elle est sauvée par le sénateur Ferdinand Sarrien qui obtient son classement, en 1893 au titre des monuments historiques. Il implante, en 1897, dans l'église le musée municipal Saint-Nazaire consacré à l'archéologie et aux beaux-arts.

## Description
L'extérieur : les bâtiments du prieuré, détruits, se trouvaient au sud de l’église. L'église est massive, trapue. Le portail de la façade ouest est du XVIIIe siècle. Le clocher a été refait au XVIIe siècle.
L'intérieur : L'église possède une nef, aux plafonds lambrissés, de cinq travées avec bas-côtés, un transept débordant et un chœur développé avec bas-côtés, abside et quatre absidioles orientées.

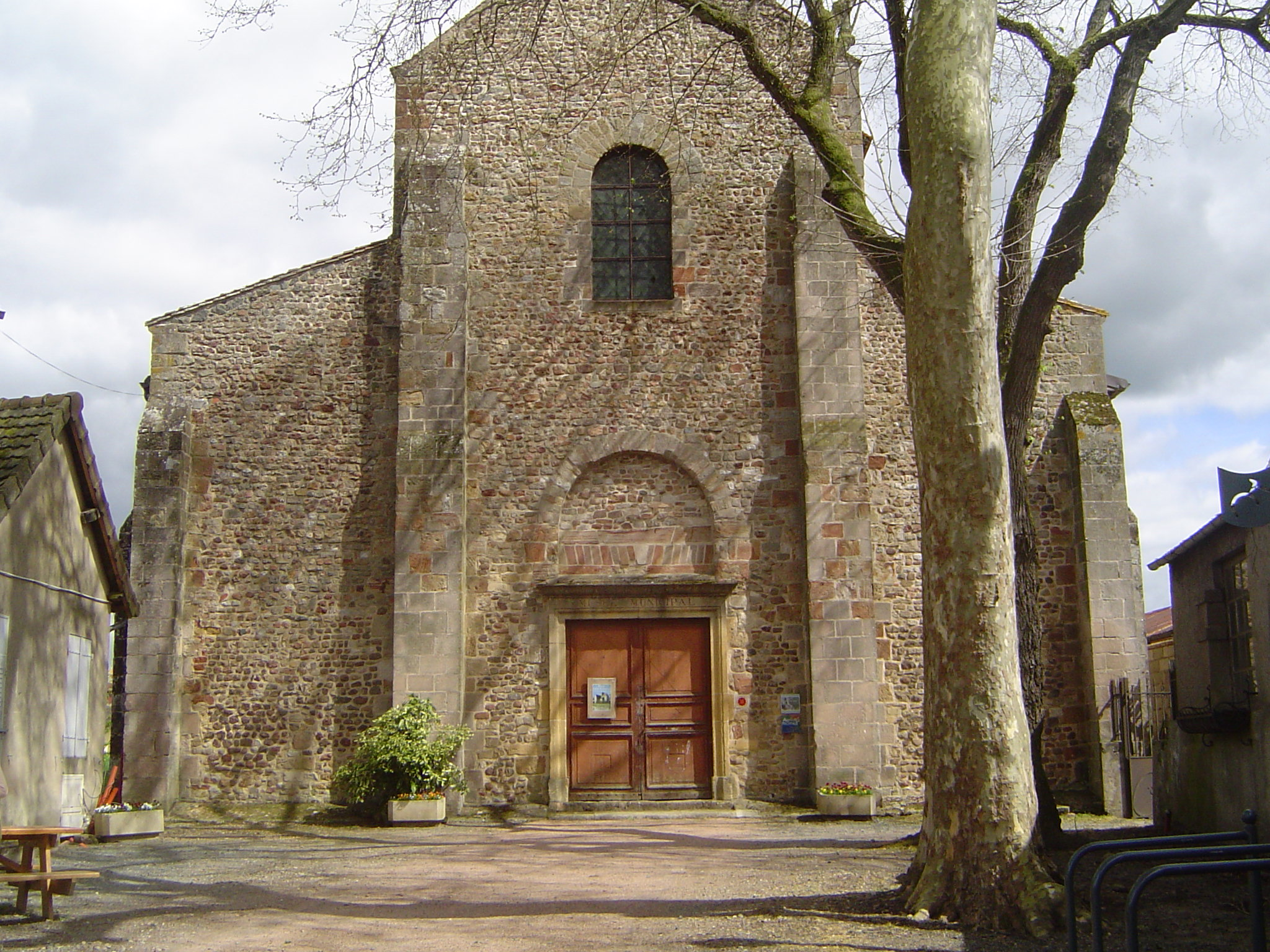
Façade de l'église
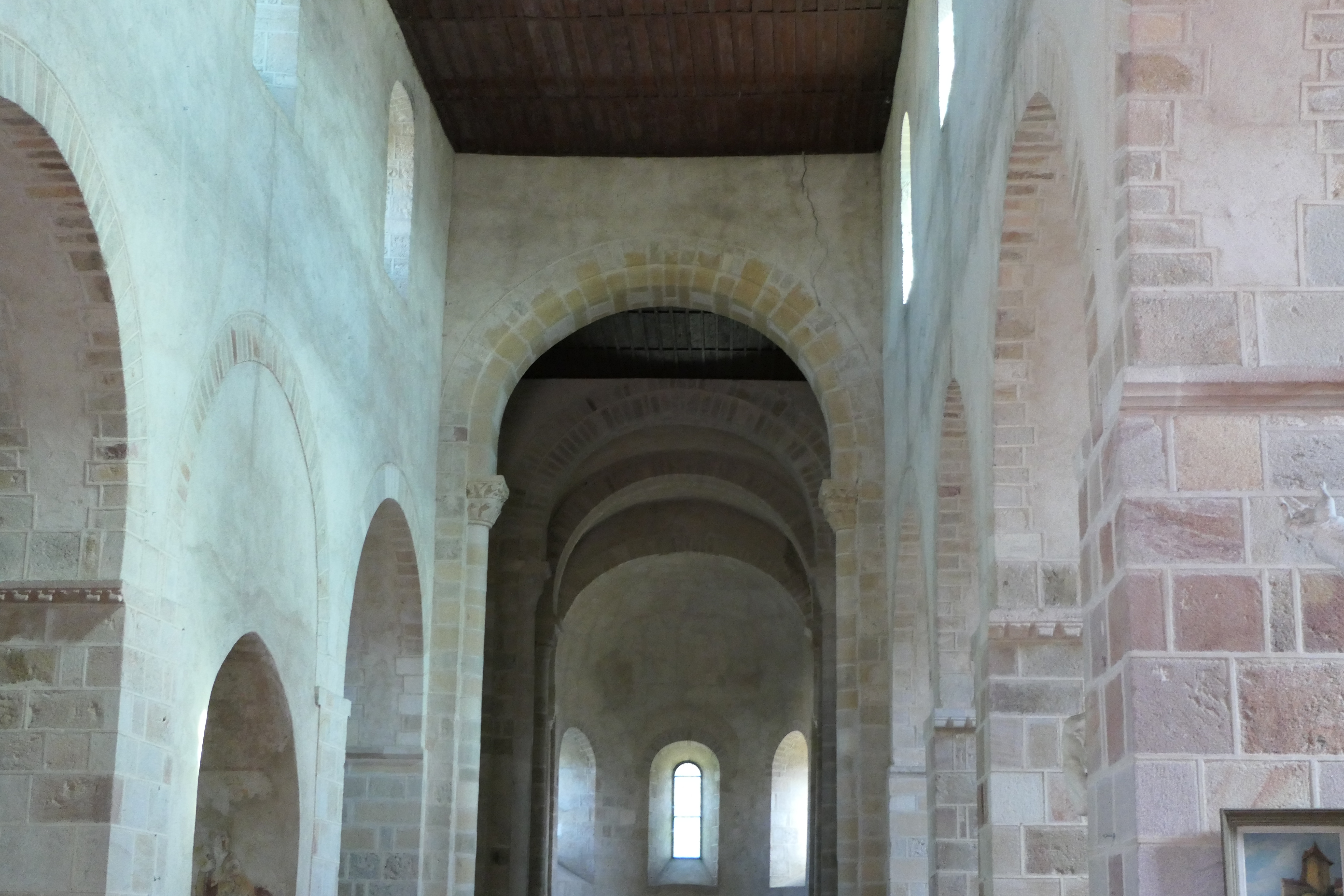
Nef
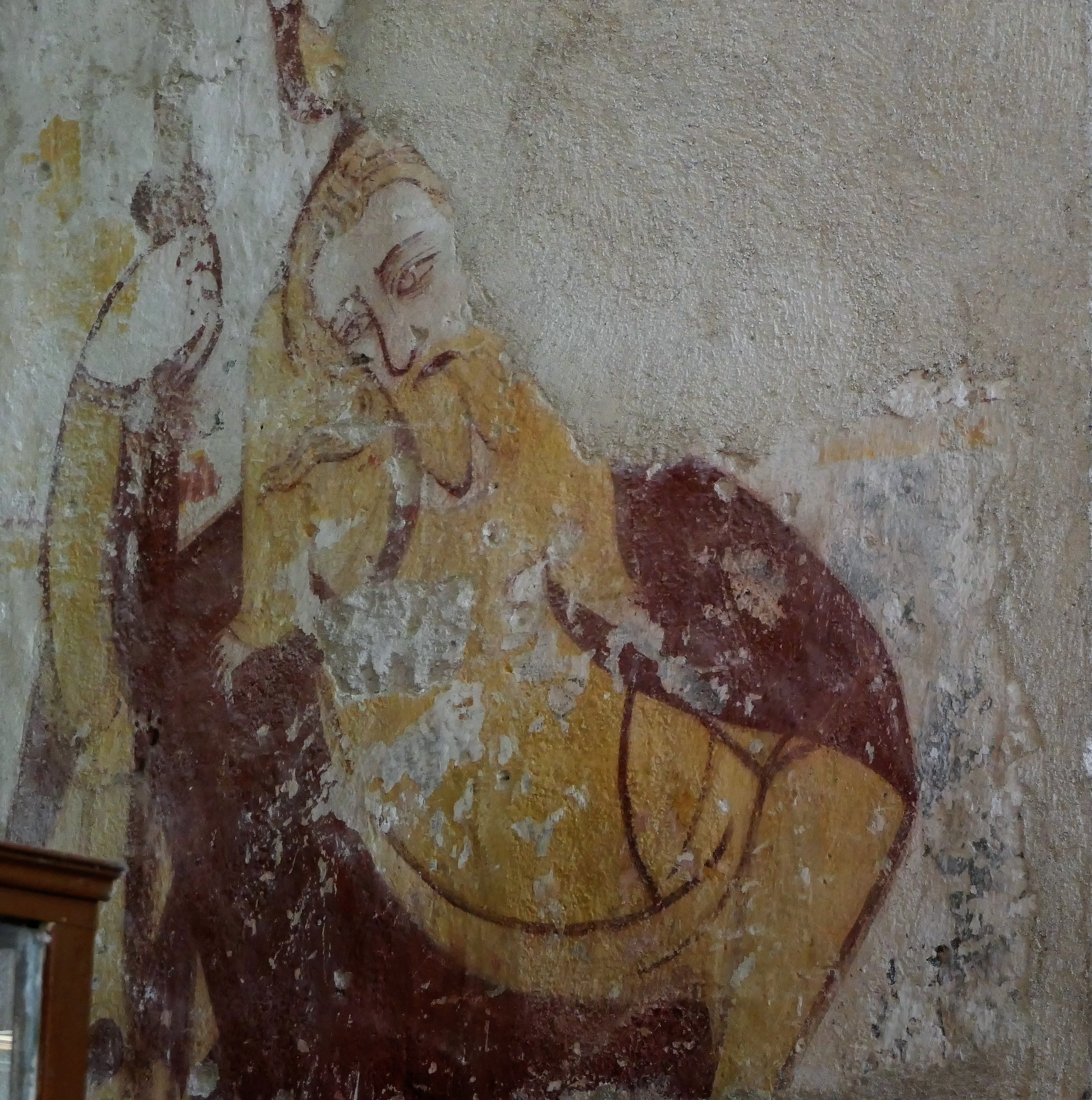
fresque murale
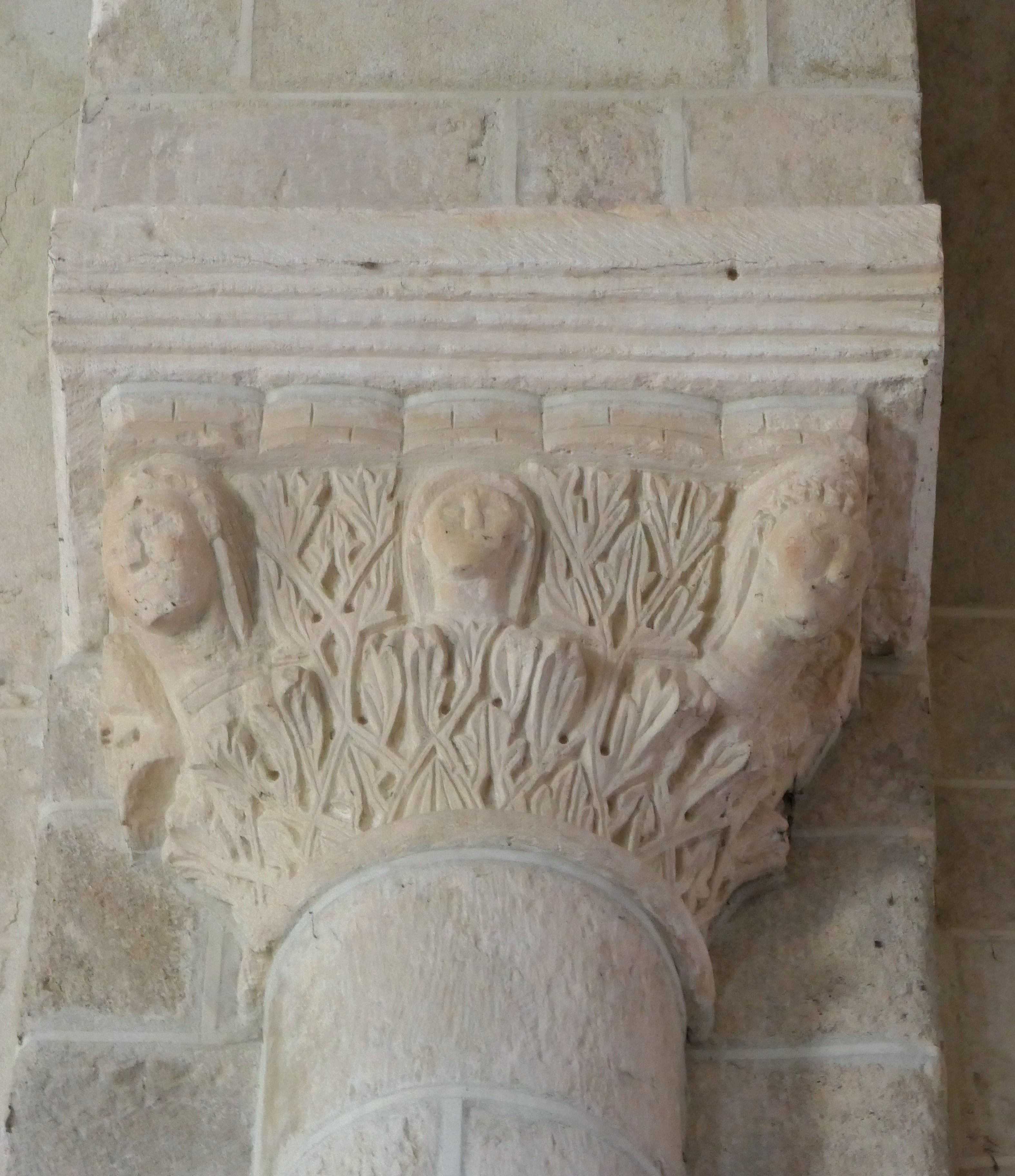
Chapiteau